# 碧龍
碧龍，是台灣漢移民傳說中出現在台灣外海、靠近釣魚台海域的龍，能夠降下大雨。

## 能力與習性
碧龍因為全身都是碧綠色而得名。牠們會隨著季節不同而有不同的棲息模式，春夏時牠們多會在天空中翱翔、吞雲吐霧、製造出大雨；秋冬時則多喜歡潛在深海裡。

## 現身紀錄
傳說在1576年（萬曆4年）時，明朝冊封琉球的使者在行經釣魚台海域時，海水突然開始沸騰、遠方傳來吼聲，接著三條碧龍從海裡飛升上天，降下了大雨。